# Torneo Acropolis 2009
Il Torneo Acropolis 2009 si è svolto dal 24 al 26 agosto 2009.

Gli incontri si sono svolti nell'impianto ateniese "Olympiahalle".

## Squadre partecipanti
1. Grecia
2. Lituania
3. Russia
4. Serbia

## Risultati
| Atene 24 agosto , ore 18:00 | Lituania | 78 – 61 (23-18, 36-34, 62-47) | Russia | Olympiahalle |

| Atene 24 agosto , ore 20:45 | Grecia | 66 – 65 (22-15, 34-27, 47-47) | Serbia | Olympiahalle |

| Atene 25 agosto , ore 18:00 | Serbia | 78 – 70 (19-13, 38-31, 59-54) | Lituania | Olympiahalle |

| Atene 25 agosto , ore 20:45 | Grecia | 71 – 73 (19-18, 41-39, 54-44) | Russia | Olympiahalle |

| Atene 26 agosto , ore 17:45 | Russia | 59 – 70 (13-13, 28-32, 32-49) | Serbia | Olympiahalle |

| Atene 26 agosto , ore 20:45 | Grecia | 75 – 73 (14-15, 34-34, 50-59) | Lituania | Olympiahalle |

## Classifica Finale
| Pos. | Team     | Punti | Pf - Ps   |
| ---- | -------- | ----- | --------- |
| 1.   | Grecia   | 6     | 212 - 201 |
| 2.   | Serbia   | 4     | 213 - 195 |
| 3.   | Lituania | 2     | 221 - 214 |
| 4.   | Russia   | 0     | 183 - 219 |

## MVP
| Titolo | Giocatore         |
| ------ | ----------------- |
| MVP    | Vasilīs Spanoulīs |